# Dusty Hughes (dramaturge)
Pour les articles homonymes, voir Dusty Hughes.
Dusty Hughes (né en 1947) est un dramaturge anglais, actif tant au théâtre qu'à la télévision.

## Biographie
Bien que sa première pièce, Grrr, sort dès 1968, c'est réellement dans les années 1980 qu'il se fait connaître, remportant notamment avec Commitments le prix London Theater Critics du jeune scénariste le plus prometteur. Depuis, il écrit régulièrement des pièces pour compagnies et théâtres anglais (tel que le Bush Theatre, le Royal National Theatre ou encore la Royal Shakespeare Company) ; A Slip of the Tongue (avec John Malkovich) jouée en 1992 est probablement son œuvre la plus connue. Depuis les années 1980, il officie aussi comme scénariste de séries télévisées.
Son sujet de prédilection reste le drame historique selon Richard Christiansen (en) : Futurist explore par exemple les perturbations sociales, notamment la restriction des libertés, en Russie au lendemain de la Révolution de 1917, et A Slip of the Tongue, jouée en 1992, s'interroge à l'opposé sur les répercussions de la chute du communisme en Europe.

## Œuvres principales

### Théâtre
- Grrr (1968)
- Commitments (1980)
- Heaven and Hell (1981)
- Bad Language (1983)
- Futurists (1986)
- Jenkin's Ear (1987)
- Metropolis (1989) (comédie musicale basée sur le film muet de Fritz Lang en 1927 : Metropolis )[6]
- A Slip of the Tongue (1992)
- Helpless (2000)

### Télévision
- Commitments (Play for Today, 1982)
- The Secret Agent (1992)
- Between the Lines (1994)
- The Brief (2004)
- Inspecteur Lewis (2008)